# J. Edward Day

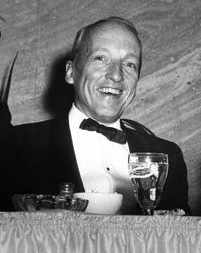
J. Edward Day

James Edward Day (* 11. Oktober 1914 in Jacksonville, Illinois; † 29. Oktober 1996 in Hunt Valley, Maryland) war ein US-amerikanischer Rechtsanwalt, Geschäftsmann und Politiker (Demokratische Partei).

## Werdegang
James Edward Day studierte zuerst an der University of Chicago, wo er ein Mitglied der Phi Kappa Psi war, und anschließend an der Harvard Law School. Nach seiner Zulassung als Anwalt trat er 1938 der Kanzlei von Sidley & Austin bei.
Während des Zweiten Weltkrieges diente er zwischen 1942 und 1945 in der US-Army. Nach dem Krieg war er als Geschäftsmann tätig und verfolgte ebenfalls eine politische Laufbahn. Day war State Insurance Commissioner unter Adlai Stevenson, dem damaligen Gouverneur von Illinois. Dann wurde er 1961 US Postmaster General unter dem US-Präsidenten John F. Kennedy, allerdings trat er auf Grund von finanziellen Schwierigkeiten im August 1963 von diesem Amt zurück. Während seiner Amtszeit war er für die Reduzierung des Defizits im Postministerium verantwortlich, indem er die Tarife erhöhte und den ZIP-Code einführte. Day veröffentlichte 1965 ein scherzhaftes Memoir, My Appointed Round, über seine Zeit als Postmaster General.
Nach dem Ende seiner politischen Laufbahn war er eine treibende Kraft bei der Errichtung einer Niederlassung von Sidley & Austin in Washington, D.C. und im Zeitraum von 1963 bis zu seinem Rücktritt im Dezember 1972 Partner dieser Kanzlei. Sein Weggang war die Folge seiner wahrgenommenen Geringschätzung durch seine Partner nach der Fusion seiner Kanzlei mit der von Liebman, Williams, Bennett, Baird and Minow aus Chicago. Ferner verklagte er seine früheren Partner. Der Fall, Day v. Sidley & Austin, 548 F.2d 1018 (D.C.Cir. 1976), ging vor den United States Court of Appeals for the District of Columbia Circuit. Dort befand das Gericht, dass Day unter einem verletzten Ego litt und die Fakten nicht ausreichten, um rechtlich zu handeln.